# Ушковская улица
Ушко́вская улица — улица в Выборгском районе Санкт-Петербурга. Проходит от Поклонногорской до Большой Озёрной улицы.

## История
Примерно с середины XIX века улица называлась Орлово-Денисовской. Современное название присвоено 15 декабря 1952 года в память о Дмитрии Константиновиче Ушкове.

## Достопримечательности
- Дача-особняк — Ушковская, 3/Подгорная ул., 6. Годы постройки: 1900—1904, архитектор А. С. Тиханов. Выявленный памятник архитектуры. В 2019 году был расселен и выставлен на торги. В августе 2022 года сильно пострадал от пожара[1][2]
- Троицкая церковь (Большая Озёрная улица, 27) — с 1962 года в ней находится Дом молитвы Евангельских христиан-баптистов на Поклонной горе. Памятник регионального значения. Годы постройки: 1898, 1900—1904, 1980—1982 гг., гражданские инженеры А. С. Тиханов, П. П. Трифанов, архитектор А. И. Носалевич (часовня), В. Б. Бухаев (зал для собраний).

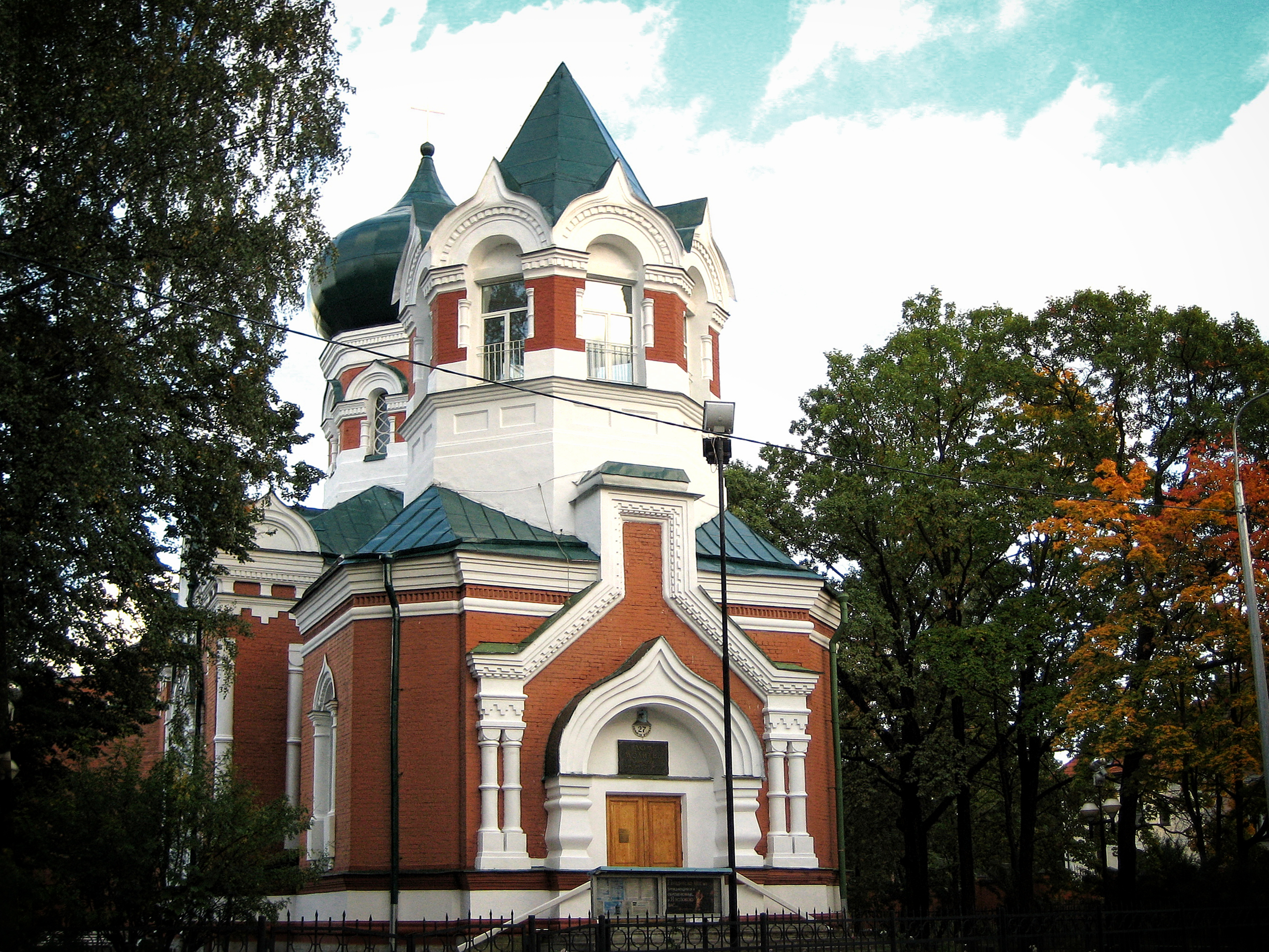
Церковь Святой Живоначальной Троицы
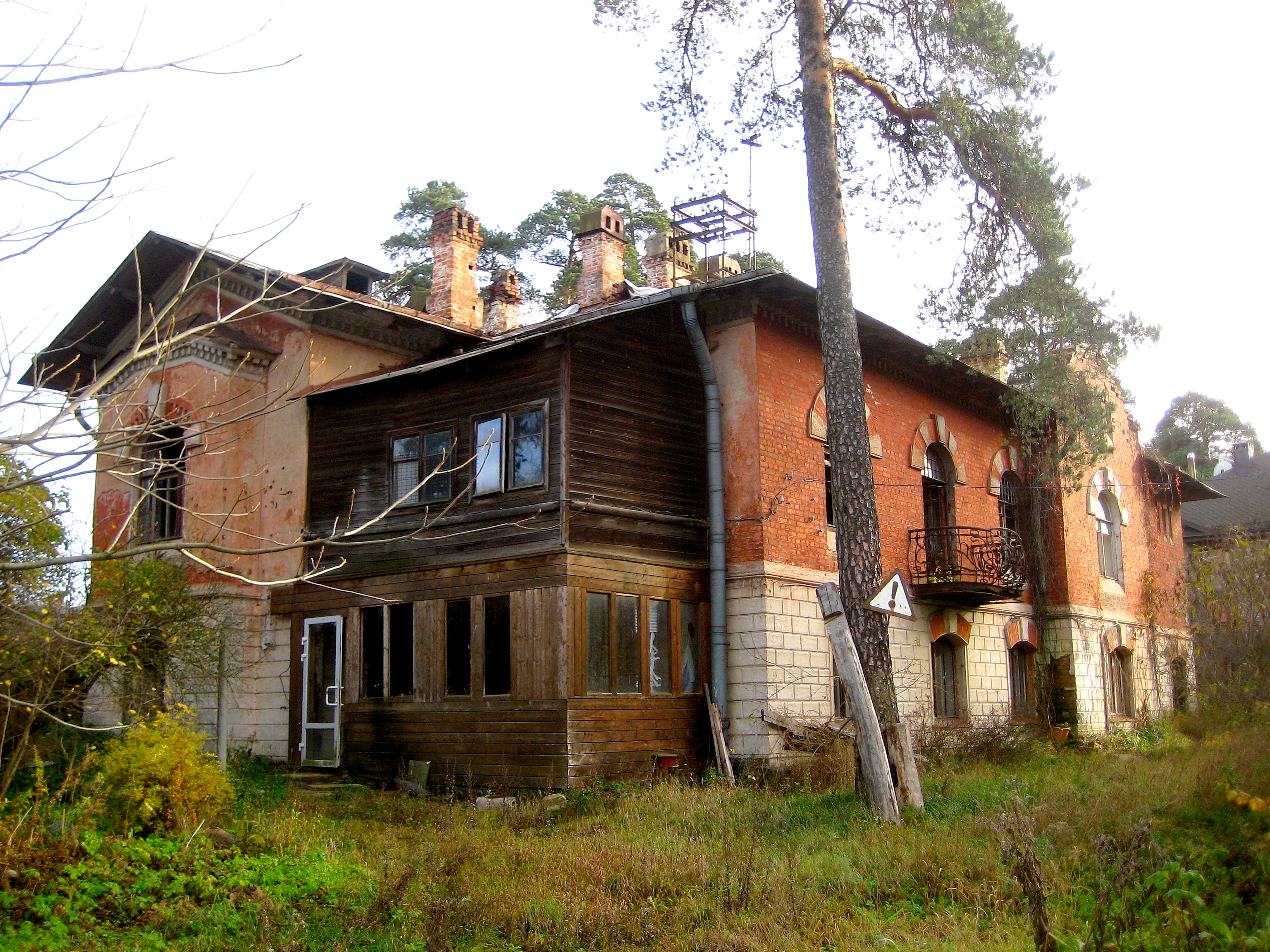
Дача-особняк — Ушковская, 3/6

## Пересечения
- Поклонногорская улица
- Большая Озёрная улица

## Транспорт
Ближайшие к Ушковской улице станции метро — «Удельная» и «Озерки» 2-й (Московско-Петроградской) линии.